# Russische Seefliegerkräfte
Die Seefliegerkräfte der Russischen Föderation (russisch Авиация Военно-Морского Флота Российской Федерации, Awiazija Wojenno-Morskowo flota Rossisskoi federazi) sind ein Teil der russischen Seekriegsflotte. Sie betreiben Flugzeuge und Hubschrauber auf Kriegsschiffen und Flugplätzen.
Kommandeur der Seeflieger ist seit August 2010 Generalmajor Igor Koschin.
Jährlicher Feiertag ist der 17. Juli, der Jahrestag eines Gefechts zwischen deutschen Flugzeugen und vier Flugbooten M-9 der kaiserlich-russischen Flotte über der Ostsee am 4. Julijul. / 17. Juli 1916greg..

## Stärke
Die Seefliegerkräfte sind auf die vier Flotten der russischen Marine aufgeteilt. Hauptwaffe sind rund 60 Mittelstreckenbomber vom Typ Tupolew Tu-22M. Dazu kommen rund 50 Suchoi Su-24, die mit Seezielflugkörpern der Typen Ch-31 und Ch-35 ausgestattet sind. Diese werden derzeit durch Suchoi Su-30M ersetzt. Vermutlich können auch Suchoi Su-34 eingesetzt werden.
Weitere Komponente der Seefliegerkräfte ist ein Geschwader von Suchoi Su-27 und Suchoi Su-33, das dem einzigen russischen Flugzeugträger Admiral Kusnezow zugewiesen ist. Dieser kann auch Mikojan-Gurewitsch MiG-29K aufnehmen.

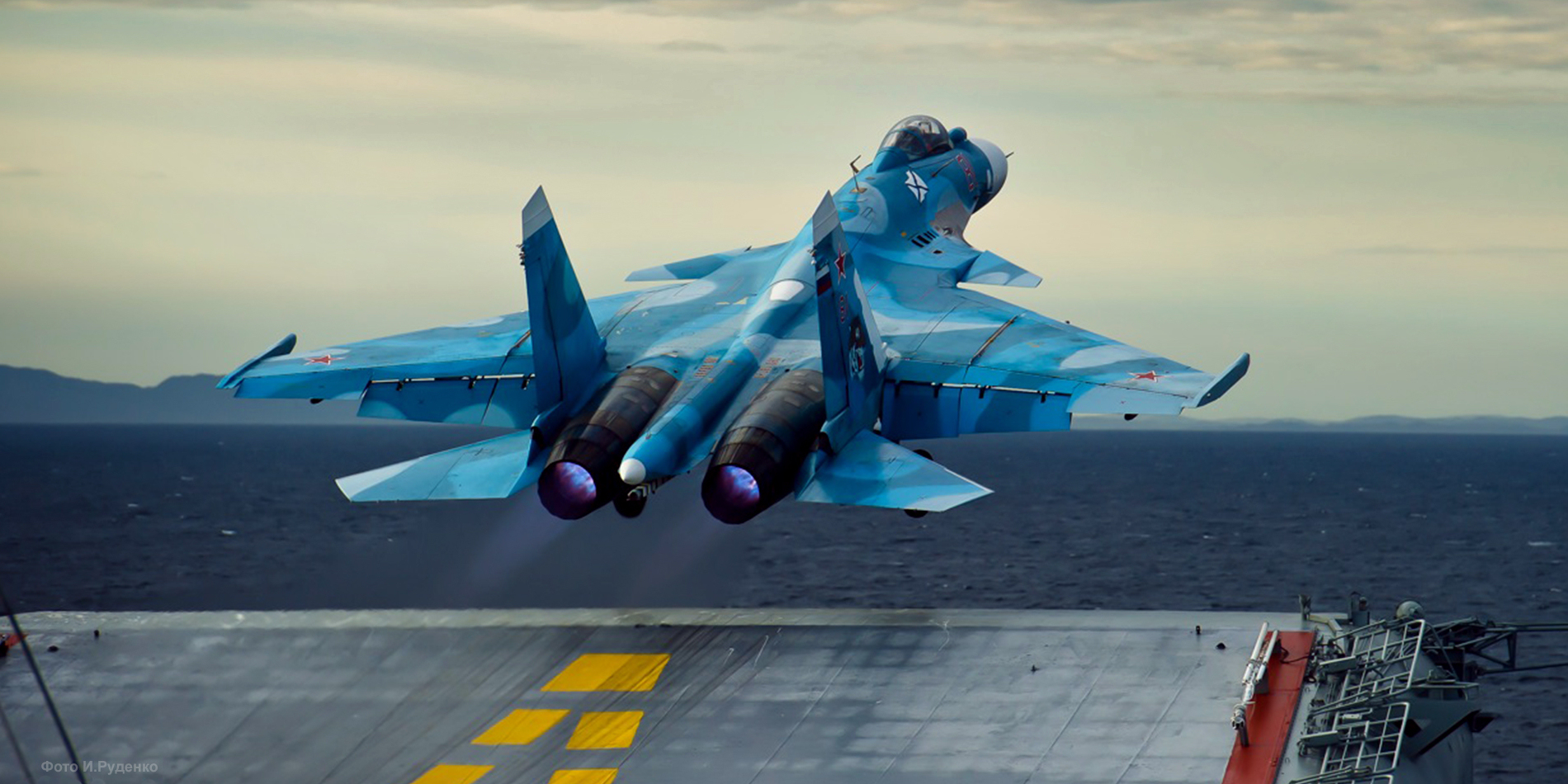
Start einer Suchoi Su-33 vom Flugzeugträger Admiral Kusnezow
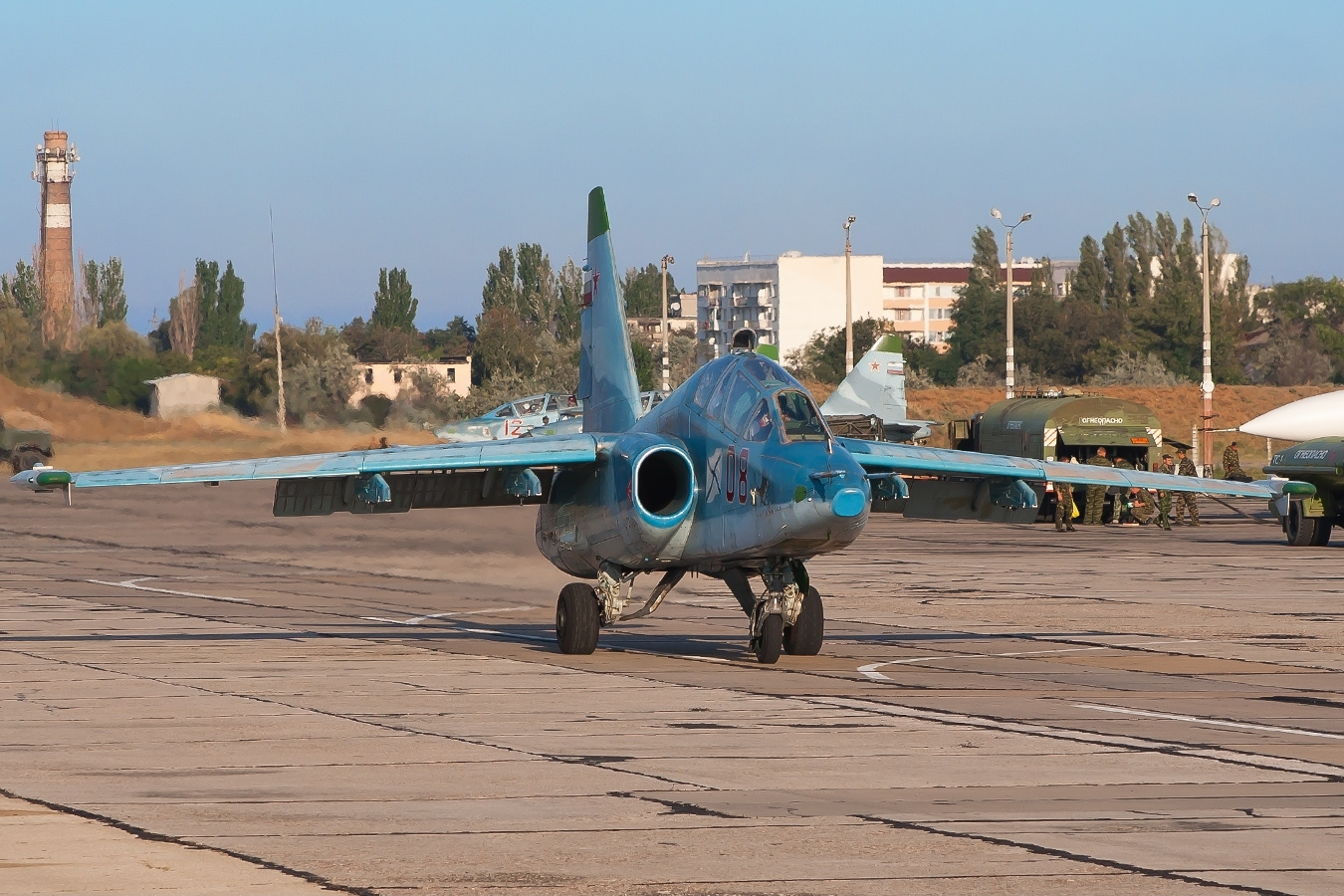
Suchoi Su-25 als Ausbildungsflugzeug für Trägerlandungen in Nowofjodorowka, Krim
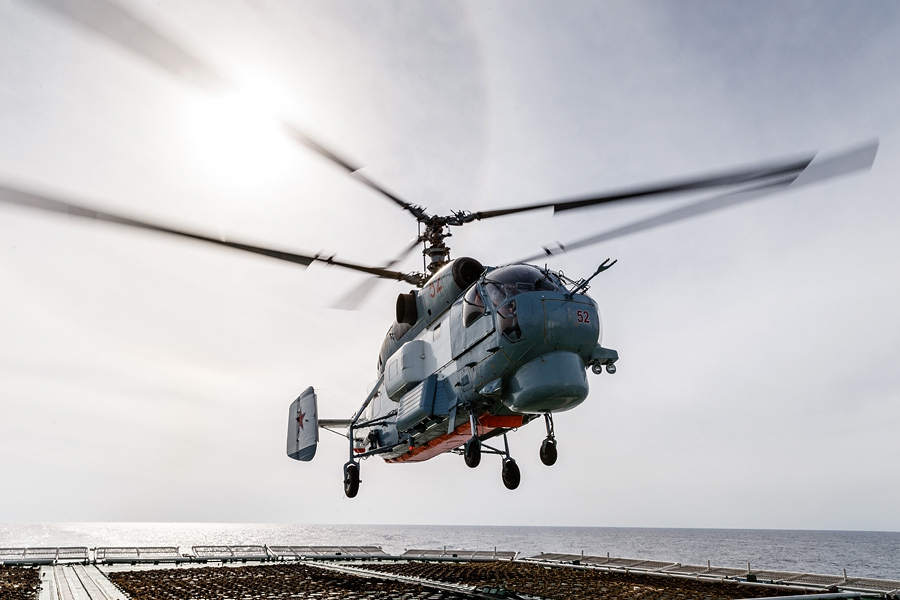
U-Jagd-Hubschrauber Kamow Ka-27
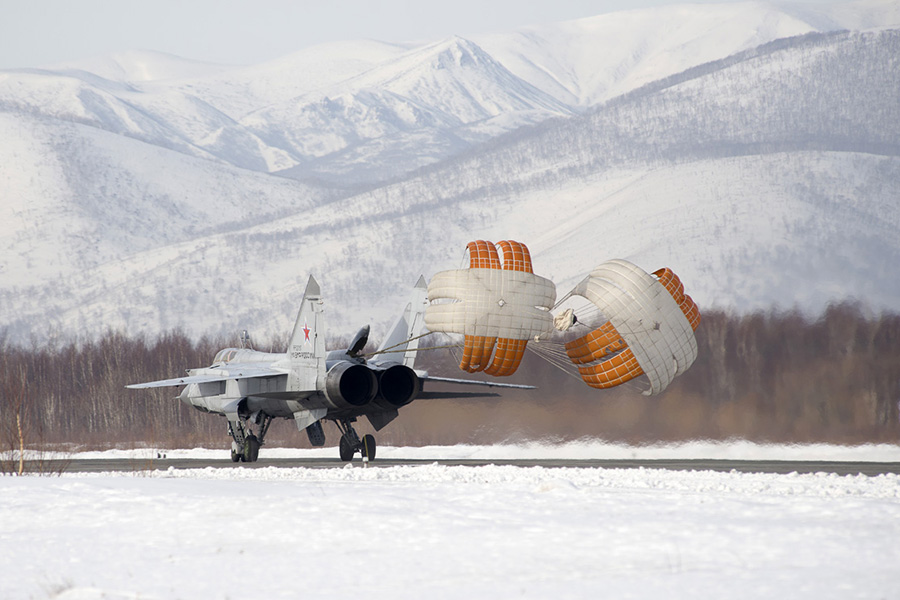
MiG-31 landet in Petropawlowsk-Kamtschatski